# Седем нации на Канада
„Седемте нации на Канада“ или „Седемте огъня на Канауага“ е съюз на няколко индиански групи от населението на североизточната част на Северна Америка, който играе важна роля в колониалната история на региона. Този съюз е формиран през XVII и XVIII век от християни ирокези, принудени да напуснат своята родина заради новата религия, хурони, бягащи от ирокезката агресия, и няколко алгонкински групи, бягащи от колонистите в Нова Англия, както и от някои алгонкини ниписинг. Всички тези групи намират убежище при французите в района на Сейнт Лорънс, където постепенно основават селища, които през XVIII век се обединяват в конфедерация под името „Седемте нации“ и стават най-добрият френски съюзник във войните за контрол над Северна Америка.

## Седем нации на Канада
Терминът „Седем нации на Канада“ е европейско име, което може би се прилага от уважение към самите общности, отколкото признаване, че всяка общност от този съюз е отделна „нация“. Като се позовават на тези седем села като народи, французите може би се опитват да впечатлят своите врагове със силата на съюзниците си. Много пъти тези общности са посочени само като „Седемте села“, „Седемте племена“ или „Седемте огъна“.
- Канауага (мохоки)
- Ока – Канесатаке (ирокези, ниписинг, алгонкини)
- Осуегачи (онондага, онайда)
- Сейнт Реджис (мохоки)
- Лорет (хурони)
- Сен Франсоа (сококи, пенакук и алгонкини от Нова Англия)
- Беканкур (източни абенаки)

Всяка „нация“ е независима или според тях има своя огън. Централният огън е в Канауага. Хуроните от Лорет се ползват с най-високата чест и са известни като чичовците, а всички останали се наричат братя. Губернаторът (Ононтио) и кралят на Франция (Ононтио-гоа) са бащите, които имат право да посредничат в спорове между съюзниците.
От тези седем общности или села, три от тях са разположени в едно село Канесетаке, също известно като Ока и Езерото на двете планини. В това село алгонкините и ниписинг живеят отделно от ирокезите и се преброяват като отделни „нации“. Другите четири нации са Хурон в Уендак или Лорет, разположен в близост до град Квебек; абенаките в Оданак или Сен Франсоа; ирокезите в Соуекачи или Осуегачи; и накрая ирокезите в Канауаке или Канауага, известен също и като Огъня на Големия Съвет. С основаването на ново Акуасасне или Сейнт Реджис, Седемте нации стават Осемте нации. Понякога абенаките в Оданак и Уолинак (Беканкур) са разглеждани като отделни нации, а Канесатаке като една нация.
Ирокезите в Канауаке, Канесатаке и Акуасасне са предимно от мохоките, въпреки че има значителен брой от останалите племена на Лигата.

## История
Седемте нации на Канада започват да се формират след 1650-те години. През 1640-те йезуитските мисионери започват редовни посещения в селата на ирокезите. Първата тяхна мисия е основана в мохокското село Театонталога. Три години след основаването ѝ тя е унищожена, а мисионерите убити или изгонени. След осиновяването на голям брой християни от победените хурони, тиононтати, неутрални през 1650-те, мисионерската работа е възобновена.
През 1654 г. е основана мисия при онондага, а две години след това и при каюга, сенека и онайда. Увеличаването на броя на християните води до конфликти с традиционните ирокези. Тъй като са във война с французите, традиционалистите в Лигата започват да се съмняват в лоялността на новопокръстените и ги принуждават да се откажат от новата религия и да се върнат към старата. Много новопокръстени ирокези правят това, но други не пожелават и са принудени да напуснат. Впоследствие някои села са изоставени изцяло, а населението им се мести близо до французите в долината на Сейнт Лорънс и основават селото Ла Преъри в околностите на Монреал. През 1667 г. йезуитите убеждават някои онайда да се преместят на това място. Скоро след това към тях се присъединяват повечето онайда и някои мохоки. По-късно идват и други ирокези християни. Ла Преъри се разраства неимоверно бързо, но заради неблагоприятната почва през 1673 г. селото е преместено до Солт Сейнт Луис. Новото село е наречено Канауага и повечето от жителите му са мохоки.
През 1721 г. френските мисионери убеждават 250 ниписинг и 100 алгонкини да се заселят заедно с 300 мохоки християни в Канесатаке. По-късно това смесено племе става основен съюзник на французите и привлича към себе си почти всички алгонкини в региона.
Седемте нации на Канада стават основен френски съюзник в Англо-френските войни от началото и средата на XVIII век. След установяването на британския контрол над Северна Америка през 1763 г., хуроните от Лорета и алгонкините първи подписват договор с англичаните. Постепенно Лигата на ирокезите и Седемте нации на Канада се сливат и стават най-важният британски съюзник по време на Войната за независимост. След революцията хиляди британски лоялисти напускат САЩ и се установяват в Канада. Постепенно Седемте нации губят по-голямата част от земите си и са принудени да живеят в резервати.

## „Седемте нации“ в наши дни
В началото на XXI век 4-те групи от Седемте нации са част от нацията мохок:
- Канауага (Канауена, Канеуага, Канауаге, Канауаке) – името е взето от основното мохокско село на река Мохок в Ню Йорк – Канауага (Канауа–ке – място на бързеите). Селото е разположено на брега на Сейнт Лорънс. След множество цесии между 1880 и 1950 г., от първоначалните 163,2 кв.км земя, дадена на племето, остават 53 кв.км. В края на XX век племето завежда дела за възвръщане на земята или за получаване на обезщетения за нея. Племето има около 8200 членове.
- Канесатаке (Ока, Лак дьо дю Монтан, Лейк ъф ту Маунтънс, Скауендадей, Скинодиди) – резервата им се намира на Езерото на Двете планини в югозападен Квебек и е с площ от 11,88 кв.км. Племето има 1800 членове.
- Осуегачи (Мисия Ла Презентейшън) – това село е било населено предимно с хора от онондага. През 1806 г. американската армия принуждава хората да го напуснат. Повечето се местят в Сейнт Реджис.
- Акуасасне (Сейнт Реджис) – резерватът им е разположен на границата между Канада и САЩ и е с площ от 85,89 кв.км. Племето има 7700 членове.[3]

Останалите три групи – Беканкур, Сен Франсоа и Лорет формират три отделни самостоятелни федерално признати племенни единици:
- Бесанкур (Уолинак) – селото се намира в близост до Троа Ривиер в Квебек. Племето има над 400 души.
- Сен Франсоа (Оданак) – селото се намира на около 50 км югозападно от Троа Ривиер. Племето наброява 1500 души.[5]
- Лорет